# Amphisorus
Amphisorus es un género de foraminífero bentónico de la subfamilia Soritinae, de la familia Soritidae, de la superfamilia Soritoidea, del suborden Miliolina y del orden Miliolida. Su especie tipo es Amphisorus hemprichii. Su rango cronoestratigráfico abarca desde el Mioceno hasta la Actualidad.

## Clasificación
Amphisorus incluye a las siguientes especies:
- Amphisorus hemprichii
- Amphisorus kudakajimaensis
- Amphisorus matleyi
- Amphisorus sauronesensis

Otra especie considerada en Amphisorus es:
- Amphisorus duplexii, aceptada como Sorites duplex